# Liédena

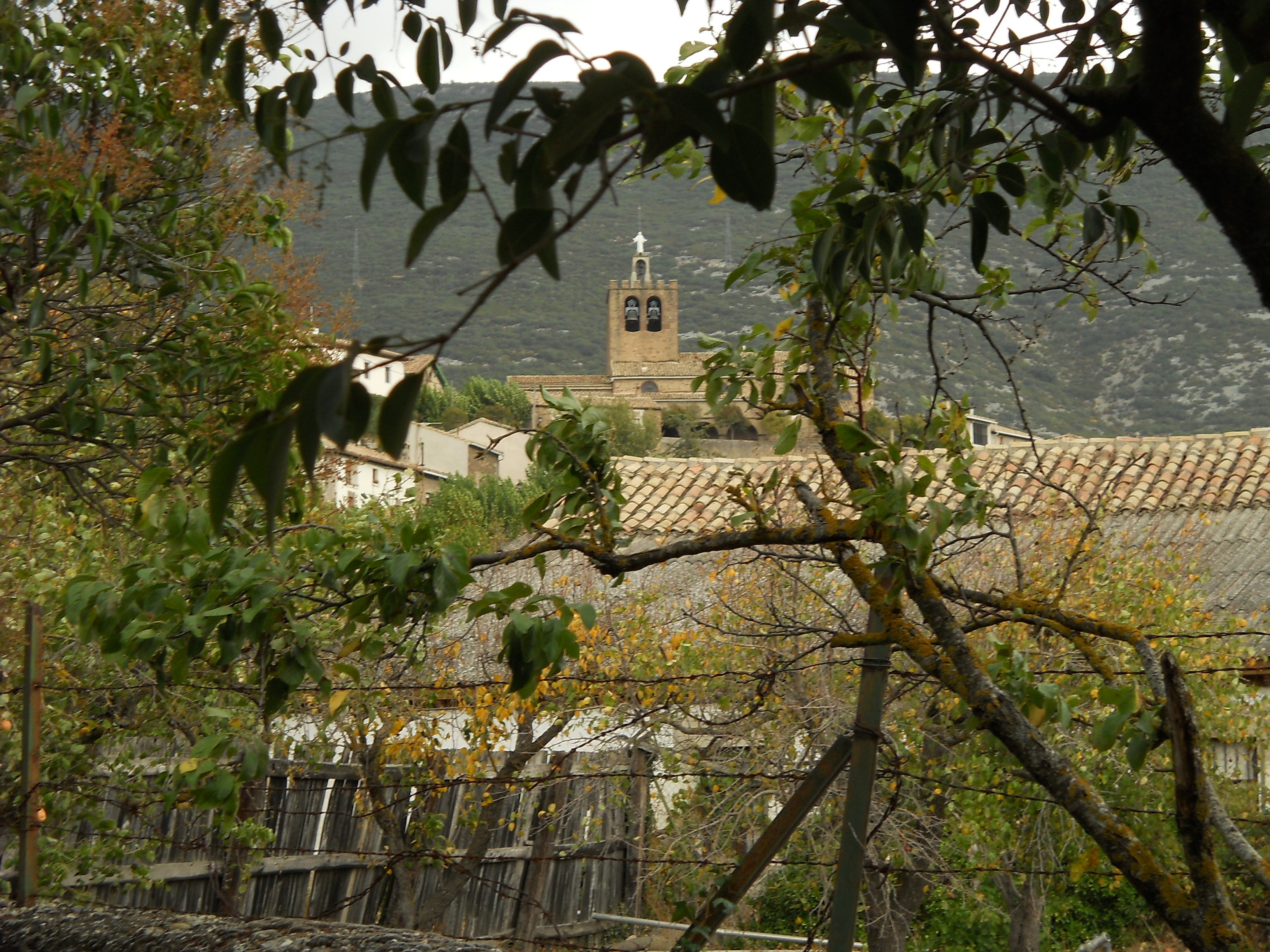
Liédena

Liédena è un comune spagnolo di 338 abitanti situato nella comunità autonoma della Navarra.